# ピンボール (任天堂)
『ピンボール』 (Pinball) は、1984年2月2日にファミリーコンピュータ (FC) 用ゲームとして、任天堂より発売されたピンボールゲームである。アーケード版（任天堂VS.システム）も存在した。FC版は2006年12月よりWiiのバーチャルコンソールで、2013年10月よりWii Uのバーチャルコンソールで配信している。
また、本作発売以前にゲーム&ウオッチとしても発売されている（後述）。
2019年8月30日に、Nintendo Switchにアーケードアーカイブスとしてアーケード版ピンボールが配信開始。

## ゲーム内容
上下2画面（フリッパーは各画面に1対ずつ）に分割されたシンプルなピンボールゲームで、ボールの位置によって画面は随時切り替わる。ボールの挙動や不可視になるフリッパー（10万点から15万点までの間）など、シミュレーターよりもゲーム性に重点を置いたつくりになっている。また、アップポストやストッパーによる救済措置など、初心者への配慮も見られる。GAME AとGAME Bがあり、後者はボールの動きが多少速い。2 PLAYERの場合は交互プレーになる。
アップポストとストッパー
上画面のフリッパー部分のアップポストはスロットマシン（3、7、ペンギンのいずれか）を揃えると現れるが、短時間で消える。下画面ではトランプが5枚配置されており、すべてめくるとフリッパーの隙間にアップポストが現れる。こちらはミスするまで消えない強力な武器となる。また下画面のフリッパー近くにはボールが通過するたびに無→卵→ヒヨコ→無…と変化するシンボルが3つあり、ヒヨコを3つ同時に出現させると左右のアウトレーンにそれぞれストッパーが現れる。こちらも時間制限は無いが、ボールが1回当たるとそれぞれ消える。なおフリッパーを通らずに上画面と下画面を直接つなぐレーンにはアップポストやストッパーが用意されていない。
ボーナスステージ
下画面の特定の穴にボールが入ると第3の画面であるボーナスステージに移行する。そこではマリオとレディ（ポリーン）が登場。（板のような）床を掲げてブロックくずし風にボールを操作、ボールがビンゴランプの上を通過するたびにランプの色が変化、ランプの色の縦一列が揃うたびに上に幽閉されているレディ（ポリーン）の足場が失われていき、最終的には落ちてきたレディ（ポリーン）を受け止めて脱出させ、ボーナス得点となる。逆に受け止められないとミスとなり、ボールを1個失う。一方でボールを受け返せずに落とした場合はミスにはならず、ピンボールの上画面にボールが戻って続行する。
その他
ちなみに、スタートボタンを押しながら電源を入れるといきなりゲームが始まる。ゲームオーバーになると画面がバグるが、特に問題はない。また、ROMカセット版はRAMにコピーして実行するとフリッパーがランダムに動いてプレイできなくなるというコピー保護機構があった。

## 移植版
| No. | タイトル                                      | 発売日                                      | 対応機種               | 開発元           | 発売元                 | メディア                                | 型式         | 売上本数 | 備考                                                                           |
| --- | --------------------------------------------- | ------------------------------------------- | ---------------------- | ---------------- | ---------------------- | --------------------------------------- | ------------ | -------- | ------------------------------------------------------------------------------ |
| 1   | VS.ピンボール                                 | 1984年8月                                   | アーケード             | ハル研究所       | 任天堂レジャーシステム | 業務用基板                              | -            | -        | 任天堂VS.システム対応                                                          |
| 2   | ピンボール                                    | 1989年5月30日                               | ディスクシステム       | ハル研究所       | 任天堂                 | ディスクカード片面                      | FMC-PND      | -        | 書き換え専用                                                                   |
| 3   | どうぶつの森                                  | 2001年4月14日                               | NINTENDO 64            | 任天堂情報開発部 | 任天堂                 | 128メガビットロムカセット               | NUS-NAFJ-JPN | 約26万本 | FC版がミニゲームとして収録。ゲーム内のアイテム「ファミコン家具」でプレイ可能。 |
| 4   | Pinball-e                                     | 2002年9月16日                               | ゲームボーイアドバンス | 任天堂           | 任天堂                 | ロムカセット                            | -            | -        |                                                                                |
| 5   | ピンボール                                    | 2006年11月19日 2006年12月2日 2006年12月15日 | Wii                    | ハル研究所       | 任天堂                 | ダウンロード （バーチャルコンソール)    | -            | -        |                                                                                |
| 6   | ピンボール                                    | 2013年10月23日 2013年10月24日               | Wii U                  | ハル研究所       | 任天堂                 | ダウンロード （バーチャルコンソール）   | -            | -        |                                                                                |
| 7   | ピンボール                                    | 2019年8月30日                               | Nintendo Switch        | ハル研究所       | ハムスター             | ダウンロード （アーケードアーカイブス） | -            | -        | アーケード版の移植                                                             |
| 8   | ファミリーコンピュータ Nintendo Switch Online | 2022年5月27日                               | Nintendo Switch        | 任天堂           | 任天堂                 | ダウンロード                            | -            | -        |                                                                                |

### アーケード版
任天堂VS.システムにて『VS.ピンボール』としてリリース。ゲーム中に音楽が流れる等一部変更点がある。

## 開発
プログラミングは、後に東工大や理研を歴任する科学者となる松岡聡と、後の任天堂社長岩田聡らが担当。松岡聡が全体の制御ロジックと物理シミュレーション、岩田聡がグラフィックス関係を担当した。

## スタッフ
- エグゼクティブ・プロデューサー：山内溥
- プロデューサー：上村雅之
- ディレクター：三木研次
- デザイン：杉山直
- プログラム：松岡聡、岩田聡
- サウンド：兼岡行男

## 評価
ゲーム誌『ファミリーコンピュータMagazine』の1991年5月10日号特別付録の「ファミコンロムカセット オールカタログ」では、「テーブルゲームソフトの元祖」、「誰でも遊べる反面、BGMがなく、何となく暗いといった感じはするが、初期のゲームの1つなのでそれはしかたがないであろう」と紹介されている。

## ゲーム&ウオッチ版
1983年12月5日、1983年12月にゲーム&ウオッチのマルチスクリーンとして、任天堂より発売された。
マルチスクリーンによる、上下2画面に分割されたシンプルなピンボールゲーム。他のゲーム&ウオッチのゲームと異なり、最高得点は99万9900点である。
「GAME A」では、最初から3つのボールでプレーする。「GAME B」では、最初は1つのボールでスタートするが、スコアが1万点になるとボールが1つ増えて（以降、3万点、5万点というように、1万点×奇数になるたびボールが増える）、最大3つのボールを同時に操作することが可能となる。